# Lista de governadores de Mato Grosso
Esta é uma lista de governadores de Mato Grosso.
O estado de Mato Grosso, assim como em uma república, é governado por três poderes, o executivo, representado pelo governador, o legislativo, representado pela Assembleia Legislativa do Estado de Mato Grosso, e o judiciário, representado pelo Tribunal de Justiça do Estado de Mato Grosso e outros tribunais e juízes. Além dos três poderes, o estado também permite a participação popular nas decisões do governo através de referendos e plebiscitos. A atual constituição do estado foi promulgada em 1989, acrescida das alterações resultantes de posteriores Emendas Constitucionais.
O poder executivo mato-grossense está centralizado no governador do estado, que é eleito em sufrágio universal e voto direto e secreto pela população para mandatos de até quatro anos de duração, podendo ser reeleito para mais um mandato. Sua sede é o Palácio Paiaguás, que desde 1975 é sede do poder executivo e residência oficial do governador.
Nas eleições estaduais em Mato Grosso em 2022, Mauro Mendes candidatou-se pelo União Brasil a governador e foi reeleito em 1º turno com 68,45% dos votos válidos.
O poder legislativo estadual é unicameral, constituído pela Assembleia Legislativa do Estado de Mato Grosso, localizada no Centro Político Administrativo. É constituída por 24 deputados, que são eleitos a cada quatro anos. No Congresso Nacional, a representação mato-grossense é de três senadores e oito deputados federais.
O poder judiciário tem a função de julgar, conforme leis criadas pelo legislativo e regras constitucionais brasileiras, sendo composto por desembargadores, juízes e ministros. Atualmente, a maior corte do Poder Judiciário mato-grossense é o Tribunal de Justiça de Mato Grosso.

## Período colonial

#### Capitania de São Paulo e Minas do Ouro (Capitão-general)
| Nome                                           | Imagem | Início do mandato      | Fim do mandato        | Observações |
| ---------------------------------------------- | ------ | ---------------------- | --------------------- | ----------- |
| Pedro Miguel de Almeida Portugal e Vasconcelos |        | 14 de setembro de 1717 | 5 de setembro de 1721 |             |

#### Capitania de São Paulo (Capitão-general)
| N° | Nome                                      | Imagem | Início do mandato       | Fim do mandato          | Observações |
| -- | ----------------------------------------- | ------ | ----------------------- | ----------------------- | ----------- |
| 1  | Rodrigo César de Meneses                  |        | 5 de setembro de 1721   | 14 de agosto de 1727    |             |
| 2  | Antônio da Silva Caldeira Pimentel        |        | 14 de agosto de 1727    | 15 de agosto de 1732    |             |
| 3  | Antônio Luís de Távora Conde de Sarzedas  |        | 15 de agosto de 1732    | 1º de dezembro de 1737  |             |
| 4  | Gomes Freire de Andrade Conde de Bobadela |        | 1º de dezembro de 1737  | 12 de fevereiro de 1739 |             |
| 5  | Luís de Mascarenhas Conde d'Alva          |        | 12 de fevereiro de 1739 | 9 de maio de 1748       |             |

#### Capitania do Mato Grosso (Capitão-general)
| N° | Nome | Imagem | Início do mandato       | Fim do mandato          | Observações |
| -- | --- | ------ | ----------------------- | ----------------------- | ----------- |
| 1  | Gomes Freire de Andrade Conde de Bobadela                                                                                             |        | 9 de maio de 1748       | 17 de janeiro de 1751   |             |
| 2  | Antônio Rolim de Moura Tavares Conde de Azambuja                                                                                      |        | 17 de janeiro de 1751   | 1º de dezembro de 1765  |             |
| 3  | João Pedro da Câmara |        | 1º de dezembro de 1765  | 3 de janeiro de 1769    |             |
| 4  | Luís Pinto de Sousa Coutinho Visconde de Balsemão                                                                                     |        | 3 de janeiro de 1769    | 13 de dezembro de 1772  |             |
| 5  | Luís de Albuquerque de Melo Pereira e Cáceres                                                                                         |        | 13 de dezembro de 1772  | 20 de novembro de 1789  |             |
| 6  | João de Albuquerque de Melo Pereira e Cáceres                                                                                         |        | 20 de novembro de 1789  | 28 de fevereiro de 1796 |             |
| —  | 1ª Junta Governativa Antonio da Silva Amaral, Presidente Ten. Cel. Ricardo Franco de Almeida Serra Vereador Marcelino Ribeiro         |        | 28 de fevereiro de 1796 | 6 de novembro de 1796   |             |
| 7  | Caetano Pinto de Miranda Montenegro marquês de Vila Real da Praia Grande                                                              |        | 6 de novembro de 1796   | 6 de junho de 1803      |             |
| —  | 2ª Junta Governativa Ouvidor Manoel Joaquim Ribeiro, Presidente Coronel José Felipe da Cunha Vereador José da Costa Lima              |        | 6 de junho de 1803      | 28 de julho de 1804     |             |
| 8  | Manuel Carlos de Abreu e Meneses |        | 28 de julho de 1804     | 8 de novembro de 1805   |             |
| —  | 3ª Junta Governativa Ouvidor Sebastião Pita de Castro, Presidente Coronel Antonio Felipe da Cunha Pontes Vereador José da Costa Lima  |        | 8 de novembro de 1805   | 1806                    |             |
| —  | 4ª Junta Governativa Dr. Gaspar Pereira da Silva Navarro, Presidente Coronel Ricardo Franco de Almeida Serra Francisco Sales de Brito |        | 1806                    | 18 de novembro de 1807  |             |
| 9  | João Carlos Augusto von Oyenhausen-Gravenburg Marquês de Aracati                                                                      |        | 18 de novembro de 1807  | 6 de janeiro de 1819    |             |
| 10 | Francisco de Paula Magessi Tavares de Carvalho Barão de Vila Bela                                                                     |        | 6 de janeiro de 1819    | 20 de agosto de 1821    |             |

## Governantes do período imperial (1822 — 1889)
Após a Independência do Brasil, através de uma Lei Imperial de 20 de outubro de 1823 D. Pedro I extinguiu as juntas governativas provisórias nas províncias e criou os cargos de presidentes, a serem preenchidos por nomeação do Imperador, e os conselhos de governos, que seriam eleitos.
| Nº                            | Nome                                          | Imagem | Partido             | Início do mandato       | Fim do mandato          | Observações                                                 |
| ----------------------------- | --------------------------------------------- | ------ | ------------------- | ----------------------- | ----------------------- | ----------------------------------------------------------- |
| Primeiro Reinado (1822-1831)  |                                               |        |                     |                         |                         |                                                             |
| —                             | Junta Governativa Mato-Grossense de 1821-1823 |        |                     | 20 de agosto de 1821    | 30 de julho de 1823     | Governo provisório                                          |
| —                             | Manuel Alves da Cunha                         |        |                     | 30 de julho de 1823     | 10 de setembro de 1825  | 1° Vice-Presidente no cargo de titular                      |
| 1                             | José Saturnino Pereira                        |        |                     | 10 de setembro de 1825  | 3 de maio de 1828       | Presidente da Província de Mato Grosso                      |
| —                             | Jerônimo Joaquim Nunes                        |        |                     | 3 de maio de 1828       | 1º de janeiro de 1830   | 1° Vice-Presidente no cargo de titular                      |
| —                             | André Gaudie Ley                              |        |                     | 1º de janeiro de 1830   | 21 de janeiro de 1830   | 2° Vice-Presidente no cargo de titular                      |
| Período regencial (1831-1840) |                                               |        |                     |                         |                         |                                                             |
| 2                             | Antônio Correia da Costa                      |        |                     | 21 de janeiro de 1830   | 19 de abril de 1830     | Presidente da Província de Mato Grosso                      |
| —                             | André Gaudie Ley                              |        |                     | 19 de abril de 1830     | 4 de dezembro de 1830   | 2° Vice-Presidente no cargo de titular                      |
| —                             | Antônio Correia da Costa                      |        |                     | 4 de dezembro de 1830   | 26 de maio de 1834      | 1° Vice-Presidente no cargo de titular                      |
| —                             | João Poupino Caldas                           |        |                     | 26 de maio de 1834      | 22 de setembro de 1834  | 3° Vice-Presidente no cargo de titular                      |
| 3                             | Antônio Pedro de Alencastro                   |        | Partido Liberal     | 22 de setembro de 1834  | 31 de janeiro de 1836   | Presidente da Província de Mato Grosso                      |
| —                             | Antônio José da Silva                         |        | Partido Liberal     | 31 de janeiro de 1836   | 1º de fevereiro de 1836 | 2° Vice-Presidente no cargo de titular                      |
| —                             | Antônio Correia da Costa                      |        | Partido Liberal     | 1º de fevereiro de 1836 | 24 de fevereiro de 1836 | 1° Vice-Presidente no cargo de titular                      |
| —                             | Antônio José da Silva                         |        | Partido Liberal     | 24 de fevereiro de 1836 | 26 de agosto de 1836    | 2° Vice-Presidente no cargo de titular                      |
| 4                             | José Antônio Bueno                            |        | Partido Conservador | 26 de agosto de 1836    | 21 de maio de 1838      | Marquês de São Vicente                                      |
| —                             | José da Silva Guimarães                       |        | Partido Conservador | 21 de maio de 1838      | 16 de setembro de 1838  | 1° Vice-Presidente no cargo de titular                      |
| 5                             | Estêvão Ribeiro de Resende                    |        | Partido Liberal     | 16 de setembro de 1838  | 25 de outubro de 1840   | Barão de Lorena                                             |
| Segundo Reinado (1840-1889)   |                                               |        |                     |                         |                         |                                                             |
| —                             | Antônio Correia da Costa                      |        | Partido Liberal     | 25 de outubro de 1840   | 28 de outubro de 1840   | 1° Vice-Presidente no cargo de titular                      |
| 6                             | José da Silva Guimarães                       |        | Partido Conservador | 28 de outubro de 1840   | 9 de dezembro de 1842   | Presidente da Província de Mato Grosso                      |
| —                             | Antônio Correia da Costa                      |        | Partido Liberal     | 9 de dezembro de 1842   | 11 de maio de 1843      | Presidente interino                                         |
| —                             | José da Silva Guimarães                       |        | Partido Conservador | 11 de maio de 1843      | 7 de agosto de 1843     | Presidente interino                                         |
| —                             | Manuel Alves Ribeiro                          |        | Partido Conservador | 7 de agosto de 1843     | 5 de outubro de 1843    | 1° Vice-Presidente no cargo de titular                      |
| —                             | José Mariano de Campos                        |        | Partido Conservador | 5 de outubro de 1843    | 24 de outubro de 1843   | 2° Vice-Presidente no cargo de titular                      |
| 7                             | Zeferino Pimentel Moreira                     |        | Partido Liberal     | 24 de outubro de 1843   | 26 de setembro de 1844  | Presidente da Província de Mato Grosso                      |
| 8                             | Ricardo Gomes Jardim                          |        | Partido Conservador | 26 de setembro de 1844  | 5 de abril de 1847      | Presidente da Província de Mato Grosso                      |
| 9                             | João Crispiniano Soares                       |        | Partido Liberal     | 5 de abril de 1847      | 6 de abril de 1848      | Presidente da Província de Mato Grosso                      |
| —                             | Manuel Alves Ribeiro                          |        | Partido Conservador | 6 de abril de 1848      | 31 de maio de 1848      | Presidente interino                                         |
| —                             | Antônio Nunes da Cunha                        |        | Partido Liberal     | 31 de maio de 1848      | 27 de setembro de 1848  | 1° Vice-Presidente no cargo de titular                      |
| 10                            | Joaquim José de Oliveira                      |        | Partido Conservador | 27 de setembro de 1848  | 8 de setembro de 1849   | Presidente da Província de Mato Grosso                      |
| 11                            | João da Costa Pimentel                        |        | Partido Liberal     | 8 de setembro de 1849   | 11 de fevereiro de 1851 | Presidente da Província de Mato Grosso                      |
| 12                            | Augusto Leverger                              |        | Partido Conservador | 11 de fevereiro de 1851 | 1º de abril de 1857     | Barão de Melgaço                                            |
| —                             | Albano de Sousa Osório                        |        | Partido Conservador | 1º de abril de 1857     | 28 de fevereiro de 1858 | 1° Vice-Presidente no cargo de titular                      |
| 13                            | Joaquim Raimundo de Lamare                    |        | Partido Conservador | 28 de fevereiro de 1858 | 13 de outubro de 1859   | Visconde de Lamare                                          |
| 14                            | Antônio Pedro de Alencastro                   |        | Partido Liberal     | 13 de outubro de 1859   | 8 de fevereiro de 1862  | Presidente da Província de Mato Grosso                      |
| 15                            | Herculano Ferreira Pena                       |        | Partido Conservador | 8 de fevereiro de 1862  | 14 de maio de 1863      | Presidente da Província de Mato Grosso                      |
| —                             | Augusto Leverger                              |        | Partido Conservador | 9 de agosto de 1865     | 13 de fevereiro de 1866 | 1° Vice-Presidente no cargo de titular, Barão de Melgaço    |
| 16                            | Alexandre Albino de Carvalho                  |        | Partido Conservador | 15 de julho de 1863     | 9 de agosto de 1865     | Presidente da Província de Mato Grosso                      |
| 17                            | Augusto Leverger                              |        | Partido Conservador | 13 de fevereiro de 1866 | 1º de maio de 1866      | Barão de Melgaço                                            |
| —                             | Albano de Sousa Osório                        |        | Partido Conservador | 1º de maio de 1866      | 2 de fevereiro de 1867  | 1° Vice-Presidente no cargo de titular                      |
| 18                            | José Couto de Magalhães                       |        | Partido Liberal     | 2 de fevereiro de 1867  | 13 de abril de 1868     | Presidente da Província de Mato Grosso                      |
| —                             | João Batista de Oliveira                      |        | Partido Liberal     | 13 de abril de 1868     | 7 de setembro de 1868   | 1° Vice-Presidente no cargo de titular, Barão de Aguapeí    |
| —                             | José Couto de Magalhães                       |        | Partido Liberal     | 7 de setembro de 1868   | 17 de setembro de 1868  | 2° Vice-Presidente no cargo de titular                      |
| —                             | Albano de Sousa Osório                        |        | Partido Conservador | 17 de setembro de 1868  | 19 de setembro de 1868  | Presidente interino                                         |
| —                             | José Antônio Murtinho                         |        | Partido Liberal     | 19 de setembro de 1868  | 26 de março de 1869     | 3° Vice-Presidente no cargo de titular                      |
| 19                            | Augusto Leverger                              |        | Partido Conservador | 26 de março de 1869     | 10 de fevereiro de 1870 | Barão de Melgaço                                            |
| —                             | Luís da Silva Prado                           |        | Partido Conservador | 10 de fevereiro de 1870 | 29 de maio de 1870      | 2° Vice-Presidente no cargo de titular                      |
| —                             | Antônio de Cerqueira Caldas                   |        | Partido Conservador | 29 de maio de 1870      | 12 de outubro de 1870   | 1° Vice-Presidente no cargo de titular, Barão de Diamantino |
| 20                            | Francisco Antônio Raposo                      |        | Partido Conservador | 12 de outubro de 1870   | 27 de maio de 1871      | Barão de Caruaru                                            |
| —                             | Antônio de Cerqueira Caldas                   |        | Partido Conservador | 27 de maio de 1871      | 29 de julho de 1871     | 1° Vice-Presidente no cargo de titular, Barão de Diamantino |
| 21                            | Francisco José Cardoso Jr                     |        | Partido Conservador | 29 de julho de 1871     | 25 de dezembro de 1872  | Presidente da Província de Mato Grosso                      |
| 22                            | José de Miranda Reis                          |        | Partido Conservador | 25 de dezembro de 1872  | 6 de dezembro de 1874   | Presidente da Província de Mato Grosso                      |
| —                             | Antônio de Cerqueira Caldas                   |        | Partido Conservador | 6 de dezembro de 1874   | 5 de junho de 1875      | 1° Vice-Presidente no cargo de titular, Barão de Diamantino |
| 23                            | Hermes Ernesto da Fonseca                     |        | Partido Conservador | 5 de julho de 1875      | 2 de março de 1878      | Presidente da Província de Mato Grosso                      |
| —                             | João Batista de Oliveira                      |        | Partido Liberal     | 2 de março de 1878      | 6 de julho de 1878      | Presidente interino, Barão de Aguapeí                       |
| 24                            | João José Pedrosa                             |        | Partido Conservador | 6 de julho de 1878      | 5 de dezembro de 1879   | Presidente da Província de Mato Grosso                      |
| 25                            | Enéas Gustavo Galvão                          |        | Partido Conservador | 5 de dezembro de 1879   | 2 de maio de 1881       | Visconde de Maracaju                                        |
| —                             | José Leite Galvão                             |        | Partido Conservador | 2 de maio de 1881       | 31 de maio de 1881      | 1° Vice-Presidente no cargo de titular                      |
| 26                            | José Maria de Alencastro                      |        | Partido Conservador | 31 de maio de 1881      | 10 de março de 1883     | Presidente da Província de Mato Grosso                      |
| —                             | José Leite Galvão                             |        | Partido Conservador | 10 de março de 1883     | 7 de maio de 1883       | 1° Vice-Presidente no cargo de titular                      |
| 27                            | Manuel Lobo d'Eça                             |        | Partido Liberal     | 7 de maio de 1883       | 13 de setembro de 1884  | Barão de Batovi                                             |
| 28                            | Floriano Peixoto                              |        | Partido Liberal     | 15 de novembro de 1884  | 15 de novembro de 1885  | Presidente da Província de Mato Grosso                      |
| —                             | José Ramos Ferreira                           |        | Partido Conservador | 5 de outubro de 1885    | 5 de novembro de 1885   | 1° Vice-Presidente no cargo de titular                      |
| 29                            | Joaquim Galdino Pimentel                      |        | Partido Liberal     | 5 de novembro de 1885   | 9 de novembro de 1886   | Presidente da Província de Mato Grosso                      |
| —                             | Augusto Ramiro de Carvalho                    |        | Partido Liberal     | 9 de novembro de 1886   | 9 de dezembro de 1886   | 1° Vice-Presidente no cargo de titular                      |
| 30                            | Álvaro Rodovalho Reis                         |        | Partido Liberal     | 9 de dezembro de 1886   | 28 de março de 1887     | Presidente da Província de Mato Grosso                      |
| —                             | Augusto Ramiro de Carvalho                    |        | Partido Liberal     | 28 de março de 1887     | 29 de maio de 1887      | 1° Vice-Presidente no cargo de titular                      |
| —                             | José Ramos Ferreira                           |        | Partido Conservador | 29 de maio de 1887      | 16 de novembro de 1887  | Presidente interino                                         |
| 31                            | Rafael de Mello Rego                          |        | Partido Conservador | 16 de novembro de 1887  | 6 de fevereiro de 1889  | Presidente da Província de Mato Grosso                      |
| 32                            | Herculano de Sousa Bandeira                   |        | Partido Liberal     | 6 de fevereiro de 1889  | 15 de março de 1889     | Presidente da Província de Mato Grosso                      |
| —                             | Manuel José Murtinho                          |        | Partido Liberal     | 15 de março de 1889     | 9 de agosto de 1889     | 1° Vice-Presidente no cargo de titular                      |
| 33                            | Ernesto Augusto Mattos                        |        | Partido Liberal     | 9 de agosto de 1889     | 11 de dezembro de 1889  | Presidente da Província de Mato Grosso                      |

## Governantes do período republicano (1889 —2025)
Os governantes dos estados brasileiros após a proclamação da república mantiveram o título de "presidentes" até 1930. Foram depois denominados "interventores federais" até 1934. Quando do início do Estado Novo de Getúlio Vargas, em 1937, novos interventores são nomeados até 1947. Após este ano e a promulgação da Constituição de 1946 passaram a ser denominados "governadores", terminologia mantida até a atualidade.
| Nº                                        | Nome                                     | Imagem                                       | Partido                                              | Início do mandato       | Fim do mandato                                                                               | Observações |
| ----------------------------------------- | ---------------------------------------- | -------------------------------------------- | ---------------------------------------------------- | ----------------------- | -------------------------------------------------------------------------------------------- | --- |
| Primeira República Brasileira (1889-1930) |                                          |                                              |                                                      |                         |                                                                                              | |
| 1                                         | Antônio Maria Coelho Barão do Amambaí    |                                              | Partido Nacional Republicano PNR                     | 9 de dezembro de 1889   | 15 de fevereiro de 1891                                                                      | Presidente do Estado nomeado pelo Presidente da República Deodoro da Fonseca |
| 2                                         | Frederico Solon de Sampaio Ribeiro       |                                              |                                                      | 16 de fevereiro de 1891 | 31 de março de 1891                                                                          | Presidente do Estado nomeado pelo Presidente da República Deodoro da Fonseca |
| 3                                         | José da Silva Rondon                     |                                              |                                                      | 1º de abril de 1891     | 5 de junho de 1891                                                                           | Presidente do Estado nomeado pelo Presidente da República Deodoro da Fonseca |
| 4                                         | João Nepomuceno de Medeiros Mallet       |                                              |                                                      | 6 de junho de 1891      | 16 de agosto de 1891                                                                         | Presidente do Estado nomeado pelo Presidente da República Deodoro da Fonseca |
| 5                                         | Manuel José Murtinho                     |                                              | Partido Republicano PR                               | 16 de agosto de 1891    | 15 de agosto de 1895                                                                         | Presidente do Estado eleito indiretamente. Mandato interrompido por movimento armado em 1892, de 1º de fevereiro a 20 de julho. |
| -                                         | Triunvirato mato-grossense de 1892       |                                              | Partido Nacional Republicano PNR                     | 1 de fevereiro de 1892  | 3 de fevereiro de 1892                                                                       | Junta instalada por movimento armado. Transferiu o poder a Luís Benedito Pereira Leite. |
| -                                         | Luís Benedito Pereira Leite              |                                              | Partido Nacional Republicano PNR                     | 3 de fevereiro de 1892  | 10 de abril de 1892                                                                          | Membro da junta e 1º Vice-Presidente eleito indiretamente pela Assembleia das eleições de 3 de janeiro de 1891, que haviam sido anuladas em 25 de fevereiro de 1891. Deposto por movimento armado. Segundo Arruda 2013, p. 127, governou até 7 de maio. |
| -                                         | Junta governativa mato-grossense de 1892 |                                              |                                                      | 10 de abril de 1892     | 18 de abril de 1892                                                                          | Instalada como acordo político. Após oito dias, intimidada a devolver o governo a Luís Benedito Pereira Leite. |
| -                                         | Luís Benedito Pereira Leite              |                                              | Partido Nacional Republicano PNR                     | 18 de abril de 1892     | 18 de abril de 1892                                                                          | Adoeceu e renunciou. |
| -                                         | José Marques Fontes                      |                                              | Partido Nacional Republicano PNR                     | 18 de abril de 1892     | 1 de maio de 1892                                                                            | Adoeceu e renunciou. |
| -                                         | André Virgílio Pereira de Albuquerque    |                                              |                                                      | 1 de maio de 1892       | 7 de maio de 1892                                                                            | Deposto por movimento armado. |
| -                                         | Generoso Pais Leme de Sousa Ponce        |                                              | Partido Republicano PR                               | 7 de maio de 1892       | 20 de julho de 1892                                                                          | 1º Vice-Presidente. Governou até o retorno de Manuel Murtinho. |
| 5                                         | Manuel José Murtinho                     |                                              | Partido Republicano PR                               | 16 de agosto de 1891    | 15 de agosto de 1895                                                                         | |
| 6                                         | Antônio Correia da Costa                 |                                              | Partido Republicano PR                               | 15 de agosto de 1895    | 26 de janeiro de 1898                                                                        | Presidente do Estado eleito em sufrágio universal. e que renunciou ao cargo. |
| 7                                         | Antônio Cesário de Figueiredo            |                                              | Partido Republicano PR                               | 26 de janeiro de 1898   | 4 de julho de 1899                                                                           | Vice-Presidente do Estado. Abandonou o cargo devido a um movimento armado. |
| 8                                         | João Pedro Xavier da Câmara              |                                              |                                                      | 4 de julho de 1899      | 6 de julho de 1899                                                                           | Comandante do Distrito Militar. Assumiu interinamente o governo. |
| 9                                         | Antônio Leite de Figueiredo              |                                              |                                                      | 6 de julho de 1899      | 15 de agosto de 1899                                                                         | Vereador mais votado na Câmara Municipal de Cuiabá. Assumiu o governo após a recusa dos sucessores legais de Antônio Cesário de Figueiredo em assumir o cargo.                                                                                          |
| 10                                        | Antônio Pedro Alves de Barros            |                                              |                                                      | 15 de agosto de 1899    | 15 de agosto de 1903                                                                         | Presidente do Estado eleito em sufrágio universal.. |
| 11                                        | Antônio Pais de Barros                   |                                              | Partido Republicano Constitucional PR Constitucional | 15 de agosto de 1903    | 2 de julho de 1906                                                                           | Presidente do Estado eleito em sufrágio universal. Deposto e morto por um movimento armado. |
| 12                                        | Pedro Leite Osório                       |                                              |                                                      | 2 de julho de 1906      | 15 de agosto de 1907                                                                         | Vice-Presidente. |
| 13                                        | Generoso Pais Leme de Sousa Ponce        |                                              | Coligação                                            | 15 de agosto de 1907    | 12 de outubro de 1908                                                                        | Presidente do Estado eleito em sufrágio universal. Renunciou ao cargo por problemas de saúde. |
| 14                                        | Pedro Celestino Corrêa da Costa          |                                              | Coligação                                            | 12 de outubro de 1908   | 14 de agosto de 1911                                                                         | Vice-Presidente. |
| 15                                        | Joaquim Augusto da Costa Marques         |                                              | Partido Republicano Conservador PRC                  | 15 de agosto de 1911    | 15 de agosto de 1915                                                                         | Presidente do Estado eleito em sufrágio universal. |
| 16                                        | Caetano Manuel de Faria e Albuquerque    |                                              | Partido Republicano Conservador PRC                  | 15 de agosto de 1915    | 8 de fevereiro de 1917                                                                       | Presidente do Estado eleito em sufrágio universal. |
| 17                                        | Camilo Soares de Moura                   |                                              |                                                      | 9 de fevereiro de 1917  | 22 de agosto de 1917                                                                         | Interventor federal nomeado pelo Presidente da República Venceslau Brás |
| 18                                        | Cipriano da Costa Ferreira               |                                              |                                                      | 23 de agosto de 1917    | 22 de janeiro de 1918                                                                        | Interventor federal nomeado pelo Presidente da República Venceslau Brás |
| 19                                        | Francisco de Aquino Correia              |                                              |                                                      | 22 de janeiro de 1918   | 22 de janeiro de 1922                                                                        | Presidente do Estado eleito em sufrágio universal. |
| 20                                        | Pedro Celestino Corrêa da Costa          |                                              | Partido Republicano Mato-Grossense PRMG              | 22 de janeiro de 1922   | 24 de outubro de 1924                                                                        | Presidente do Estado eleito em sufrágio universal. |
| 21                                        | Estêvão Alves Correia                    |                                              |                                                      | 28 de outubro de 1923   | 22 de janeiro de 1926                                                                        | Vice-Presidente. |
| 22                                        | Mário Correia da Costa                   |                                              | Partido Democrata Mato-Grossense PDMG                | 22 de janeiro de 1926   | 22 de janeiro de 1930                                                                        | Presidente do Estado eleito em sufrágio universal. |
| 23                                        | Aníbal Benício de Toledo                 |                                              | Partido Republicano Conservador PRC                  | 22 de janeiro de 1930   | 30 de outubro de 1930                                                                        | Presidente do Estado eleito em sufrágio universal. |
| Era Vargas (1930-1945)                    |                                          |                                              |                                                      |                         |                                                                                              | |
| 24                                        | Sebastião Rabelo Leite                   |                                              |                                                      | 30 de outubro de 1930   | 3 de novembro de 1930                                                                        | Interventor federal |
| 25                                        | Antonino Mena Gonçalves                  |                                              |                                                      | 3 de novembro de 1930   | 24 de abril de 1931                                                                          | Interventor federal |
| 26                                        | Artur Antunes Maciel                     |                                              |                                                      | 24 de abril de 1931     | 15 de junho de 1932                                                                          | Interventor federal |
| 27                                        | Leônidas Antero de Matos                 |                                              |                                                      | 15 de junho de 1932     | 12 de outubro de 1934                                                                        | Interventor federal |
| 28                                        | César de Mesquita Serva                  |                                              |                                                      | 12 de outubro de 1934   | 8 de março de 1935                                                                           | Interventor federal |
| 29                                        | Fenelon Müller                           |                                              |                                                      | 8 de março de 1935      | 28 de agosto de 1935                                                                         | Interventor federal |
| 30                                        | Newton Deschamps Cavalcanti              |                                              |                                                      | 28 de agosto de 1935    | 7 de setembro de 1935                                                                        | Interventor federal |
| 31                                        | Mário Correia da Costa                   |                                              |                                                      | 7 de setembro de 1935   | 8 de março de 1937                                                                           | Governador eleito e Interventor federal |
| 32                                        | Manuel Ari da Silva Pires                |                                              |                                                      | 9 de março de 1937      | 13 de setembro de 1937                                                                       | Interventor federal |
| 33                                        | Júlio Strübing Müller                    |                                              |                                                      | 13 de setembro de 1937  | 30 de outubro de 1945                                                                        | Interventor federal |
| Segunda República Brasileira (1945-1964)  |                                          |                                              |                                                      |                         |                                                                                              | |
| 34                                        | Olegário de Barros                       |                                              |                                                      | 30 de outubro de 1945   | 19 de agosto de 1946                                                                         | Governador nomeado |
| 35                                        | José Marcelo Moreira                     |                                              |                                                      | 19 de agosto de 1946    | 8 de abril de 1947                                                                           | Governador nomeado |
| 36                                        | Arnaldo Estêvão de Figueiredo            |                                              | Partido Social Democrático PSD                       | 8 de abril de 1947      | 1º de julho de 1950                                                                          | Governador eleito indiretamente pela Assembléia Legislativa |
| 37                                        | Jari Gomes                               |                                              | Partido Social Progressista PSP                      | 1º de julho de 1950     | 31 de janeiro de 1951                                                                        | Governador nomeado |
| 38                                        | Fernando Corrêa da Costa                 |                                              | União Democrática Nacional UDN                       | 31 de janeiro de 1951   | 31 de janeiro de 1956                                                                        | Governador eleito em sufrágio universal em 3 de outubro de 1950 |
| 39                                        | João Ponce de Arruda                     |                                              | Partido Social Democrático PSD                       | 31 de janeiro de 1956   | 31 de janeiro de 1961                                                                        | Governador eleito em sufrágio universal em 3 de outubro de 1955 |
| 40                                        | Fernando Corrêa da Costa                 |                                              | União Democrática Nacional UDN                       | 31 de janeiro de 1961   | 31 de janeiro de 1966                                                                        | Governador eleito em sufrágio universal em 3 de outubro de 1960 |
| Ditadura militar no Brasil (1964-1985)    |                                          |                                              |                                                      |                         |                                                                                              | |
| 41                                        | Pedro Pedrossian                         |                                              | Aliança Renovadora Nacional ARENA                    | 31 de janeiro de 1966   | 15 de março de 1971                                                                          | Governador eleito em sufrágio universal em 3 de outubro de 1965 |
| 42                                        | José Fragelli                            |                                              | Aliança Renovadora Nacional ARENA                    | 15 de março de 1971     | 15 de março de 1975                                                                          | Governador eleito pela Assembleia Legislativa em 3 de outubro de 1970 |
| 43                                        | José Garcia Neto                         |                                              | Aliança Renovadora Nacional ARENA                    | 15 de março de 1975     | 15 de agosto de 1978                                                                         | Governador eleito pela Assembleia Legislativa em 3 de outubro de 1974 |
| 44                                        | Cássio Leite de Barros                   |                                              | Aliança Renovadora Nacional ARENA                    | 15 de agosto de 1978    | 15 de março de 1979                                                                          | vice-governador eleito, assumiu o cargo de governador devido a renúncia do titular |
| 45                                        | Frederico Campos                         |                                              | Partido Democrático Social PDS                       | 15 de março de 1979     | 15 de março de 1983                                                                          | Governador eleito pela Assembleia Legislativa em 1º de setembro de 1978 |
| 46                                        | Júlio Campos                             |                                              | Partido Democrático Social PDS                       | 15 de março de 1983     | 15 de maio de 1986                                                                           | Governador eleito em sufrágio universal em 15 de novembro de 1982 e que renunciou ao mandato |
| Nova República (1985-presente)            |                                          |                                              |                                                      |                         |                                                                                              | |
| 47                                        | Wilmar Peres de Faria                    |                                              | Partido Democrático Social PDS                       | 15 de maio de 1986      | 15 de março de 1987                                                                          | Vice-governador eleito assumiu após a renúncia do titular |
| 48                                        | Carlos Bezerra                           |                                              | Partido do Movimento Democrático Brasileiro PMDB     | 15 de março de 1987     | 2 de abril de 1990                                                                           | Governador eleito em sufrágio universal em 15 de novembro de 1986 e que renunciou ao mandato |
| 49                                        | Edison de Oliveira                       |                                              | Partido do Movimento Democrático Brasileiro PMDB     | 2 de abril de 1990      | 15 de março de 1991                                                                          | Vice-governador eleito assumiu após a renúncia do titular |
| 50                                        | Jaime Campos                             |                                              | Partido da Frente Liberal PFL                        | 15 de março de 1991     | 1º de janeiro de 1995                                                                        | Governador eleito em sufrágio universal em 3 de outubro de 1990 |
| 51                                        | Dante de Oliveira                        |                                              | Partido Democrático Trabalhista PDT                  | 1º de janeiro de 1995   | 1º de janeiro de 1999                                                                        | Governador eleito em sufrágio universal em 3 de outubro de 1994 |
| 51                                        | Dante de Oliveira                        | Partido da Social Democracia Brasileira PSDB | 1º de janeiro de 1999                                | 6 de abril de 2002      | Governador reeleito em sufrágio universal em 4 de outubro de 1998 e que renunciou ao mandato | |
| 52                                        | Rogério Salles                           |                                              | Partido da Social Democracia Brasileira PSDB         | 6 de abril de 2002      | 1º de janeiro de 2003                                                                        | Vice-governador eleito assumiu após a renúncia do titular |
| 53                                        | Blairo Maggi                             |                                              | Partido Popular Socialista PPS                       | 1º de janeiro de 2003   | 1º de janeiro de 2007                                                                        | Governador eleito em sufrágio universal em 6 de outubro de 2002 |
| 53                                        | Blairo Maggi                             | 1º de janeiro de 2007                        | Partido Popular Socialista PPS                       | 31 de março de 2010     | Governador reeleito em 1º de outubro de 2006 e que renunciou ao mandato                      | |
| 54                                        | Silval Barbosa                           |                                              | Partido do movimento Democrático Brasileiro PMDB     | 31 de março de 2010     | 1º de janeiro de 2011                                                                        | Vice-governador eleito assumiu após a renúncia do titular |
| 54                                        | Silval Barbosa                           | 1º de janeiro de 2011                        | Partido do movimento Democrático Brasileiro PMDB     | 1º de janeiro de 2015   | Governador reeleito em 3 de outubro de 2010                                                  | |
| 55                                        | Pedro Taques                             |                                              | Partido Democrático Trabalhista PDT                  | 1º de janeiro de 2015   | 1º de janeiro de 2019                                                                        | Governador eleito em sufrágio universal em 5 de outubro de 2014 |
| 55                                        | Pedro Taques                             | Partido da Social Democracia Brasileira PSDB |                                                      | 1º de janeiro de 2015   | 1º de janeiro de 2019                                                                        | Governador eleito em sufrágio universal em 5 de outubro de 2014 |
| 56                                        | Mauro Mendes                             |                                              | Democratas DEM                                       | 1º de janeiro de 2019   | 1° de janeiro de 2023                                                                        | Governador eleito em sufrágio universal em 7 de outubro de 2018 |
| 56                                        | Mauro Mendes                             | União Brasil UNIÃO                           | 1° de janeiro de 2023                                | Em exercício            | Governador reeleito em sufrágio universal em 2 de outubro de 2022                            | |